# Lijst van Jupiler League-transfers zomer 2014
Dit is een lijst van transfers uit de Nederlandse Jupiler League in de zomer van het jaar 2014, als voorbereiding op het seizoen 2014/15. Hierin staan alleen transfers die clubs uit de Jupiler League hebben voltooid.
De transferperiode duurt van 1 juni 2014 tot en met 1 september. Deals mogen op elk moment van het jaar gesloten worden, maar de transfers zelf mogen pas in de transferperiodes plaatsvinden. Transfervrije spelers (spelers zonder club) mogen op elk moment van het jaar gestrikt worden.
| Speler                  | Nationaliteit            | Oude club               | Nieuwe club                    | Extra   |
| ----------------------- | ------------------------ | ----------------------- | ------------------------------ | ------- |
| Marcel Appiah           | Duitsland                | Arminia Bielefeld       | N.E.C.                         |         |
| Sjoerd Ars              | Nederland                | Karşıyaka SK            | N.E.C.                         |         |
| Vincent van Beek        | Nederland                | N.E.C.                  | SV Juliana '31                 |         |
| Casper van Beers        | Nederland                | FC Den Bosch            | Achilles Veen                  |         |
| Davy de Beule           | België                   | Roda JC Kerkrade        | onbekend                       |         |
| Mario Bilate            | Nederland                | Sparta                  | Dundee United                  |         |
| Yoann de Boer           | Frankrijk Nederland      | Fortuna Sittard         | Kozakken Boys                  |         |
| Nick de Bondt           | Nederland                | Jong Ajax               | Go Ahead Eagles                |         |
| Gregor Breinburg        | Nederland                | BV De Graafschap        | N.E.C.                         |         |
| Karim Bridji            | Algerije Nederland       | Helmond Sport           | onbekend                       |         |
| Tom Daemen              | Nederland                | Aris Limasol            | N.E.C.                         |         |
| Dennis Dengering        | Nederland                | Jong PSV                | onbekend                       |         |
| Wouter Dronkers         | Nederland                | Jong FC Twente          | onbekend                       |         |
| Medy Elito              | Congo-Kinshasa           | Dagenham & Redbridge FC | VVV-Venlo                      |         |
| Kristján Gauti Emilsson | IJsland                  | FH Hafnarfjörður        | N.E.C.                         |         |
| Marc Engberink          | Nederland                | Jong FC Twente          | onbekend                       |         |
| Ties Evers              | Nederland                | BV De Graafschap        | onbekend                       |         |
| Dennis Gentenaar        | Nederland                | N.E.C.                  | -                              | gestopt |
| Aron Gielen             | Nederland                | VVV-Venlo               | onbekend                       |         |
| Christian de Haan       | Nederland                | Achilles '29            | GVVV                           |         |
| Roy Heesen              | Nederland                | VVV-Venlo               | onbekend                       |         |
| Rick Hemmink            | Nederland                | Jong FC Twente          | onbekend                       |         |
| Jonathan Hendrickx      | België                   | Fortuna Sittard         | onbekend                       |         |
| Thijs van Hofwegen      | Nederland                | FC Utrecht              | N.E.C.                         |         |
| Frank Hol               | Nederland                | Achilles '29            | V.V. IJsselmeervogels          |         |
| Thomas Horsten          | Nederland                | Jong PSV                | onbekend                       |         |
| Aleksander Jakobsen     | Denemarken               | Jong PSV                | onbekend                       |         |
| Gerry Koning            | Nederland                | FC Volendam             | onbekend                       |         |
| Frank van Kouwen        | Nederland                | BV De Graafschap        | onbekend                       |         |
| Mark Kuijpers           | Nederland                | Helmond Sport           | JVC Cuijk                      |         |
| Filip Kurto             | Polen                    | Roda JC Kerkrade        | onbekend                       |         |
| Benjamin van Leer       | Nederland                | Jong PSV                | Roda JC Kerkrade               |         |
| Thilo Leugers           | Duitsland                | Jong FC Twente          | onbekend                       |         |
| Jermano Lo Fo Sang      | Nederland                | OFC Oostzaan            | FC Volendam                    |         |
| Jurjan Mannes           | Nederland                | Jong FC Twente          | onbekend                       |         |
| Rogier Meijer           | Nederland                | BV De Graafschap        | VIOD                           |         |
| Muhammed Mert           | België                   | KRC Genk                | N.E.C.                         |         |
| Daryl van Mieghem       | Nederland                | SC Telstar              | SBV Excelsior                  |         |
| Paco van Moorsel        | Nederland                | FC Groningen            | N.E.C.                         |         |
| Gevaro Nepomuceno       | Nederland Curaçao        | Fortuna Sittard         | Petrolul Ploiești              |         |
| Patrick N'Koyi          | Congo-Kinshasa Nederland | Fortuna Sittard         | Petrolul Ploiești              |         |
| Peter van Ooijen        | Nederland                | Jong PSV                | onbekend                       |         |
| Tufan Özbozkurt         | Turkije                  | Jong PSV                | onbekend                       |         |
| Johan Plat              | Nederland                | Hansa Rostock           | Roda JC                        |         |
| Mateusz Prus            | Polen                    | Roda JC Kerkrade        | onbekend                       |         |
| Prince Rajcomar         | Nederland                | VVV-Venlo               | onbekend                       |         |
| Laurens Rijnbeek        | Nederland                | Achilles '29            | VV Bennekom                    |         |
| Bryan Roox              | Nederland                | Roda JC Kerkrade        | onbekend                       |         |
| Christian Santos        | Venezuela                | Waasland-Beveren        | N.E.C.                         |         |
| Teun Sebregts           | Nederland                | FC Den Bosch            | VV UNA                         |         |
| Ruben Smet              | België                   | FC Den Bosch            | FCO Beerschot Wilrijk          |         |
| Samuel Štefánik         | Slowakije                | N.E.C.                  | Slowakije SK Slovan Bratislava |         |
| Leon Tol                | Nederland                | FC Volendam             | onbekend                       |         |
| Stephan Veenboer        | Nederland                | Almere City FC          | ASV De Dijk                    |         |
| Bram Verbist            | België                   | Cercle Brugge           | Roda JC                        |         |
| Thomas Verhaar          | Nederland                | VOC                     | Sparta Rotterdam               |         |
| Tim Vincken             | Nederland                | BV De Graafschap        | onbekend                       |         |
| Theo Zwarthoed          | Nederland                | BV De Graafschap        | onbekend                       |         |